# کاتارینا استروسووا
کاتارینا استروسووا (انگلیسی: Katarina Strožová؛ زادهٔ ۱۳ فوریهٔ ۱۹۸۶) بازیکن فوتبال اهل اسلواکی است.
وی همچنین در تیم‌های ملی فوتبال Slovakia women's national football team بازی کرده‌است.